# Ultrafiltrat
En physiologie, l'ultrafiltrat est le produit résultant du sang filtré par le glomérule rénal. Il a été débarrassé d'environ 99,97 % de ses protéines (donc seulement 0,03% des protéines du sang passe le glomérule). Il va ensuite passer dans le tubule rénal pour être complètement filtré.